# Enköpings franciskankonvent

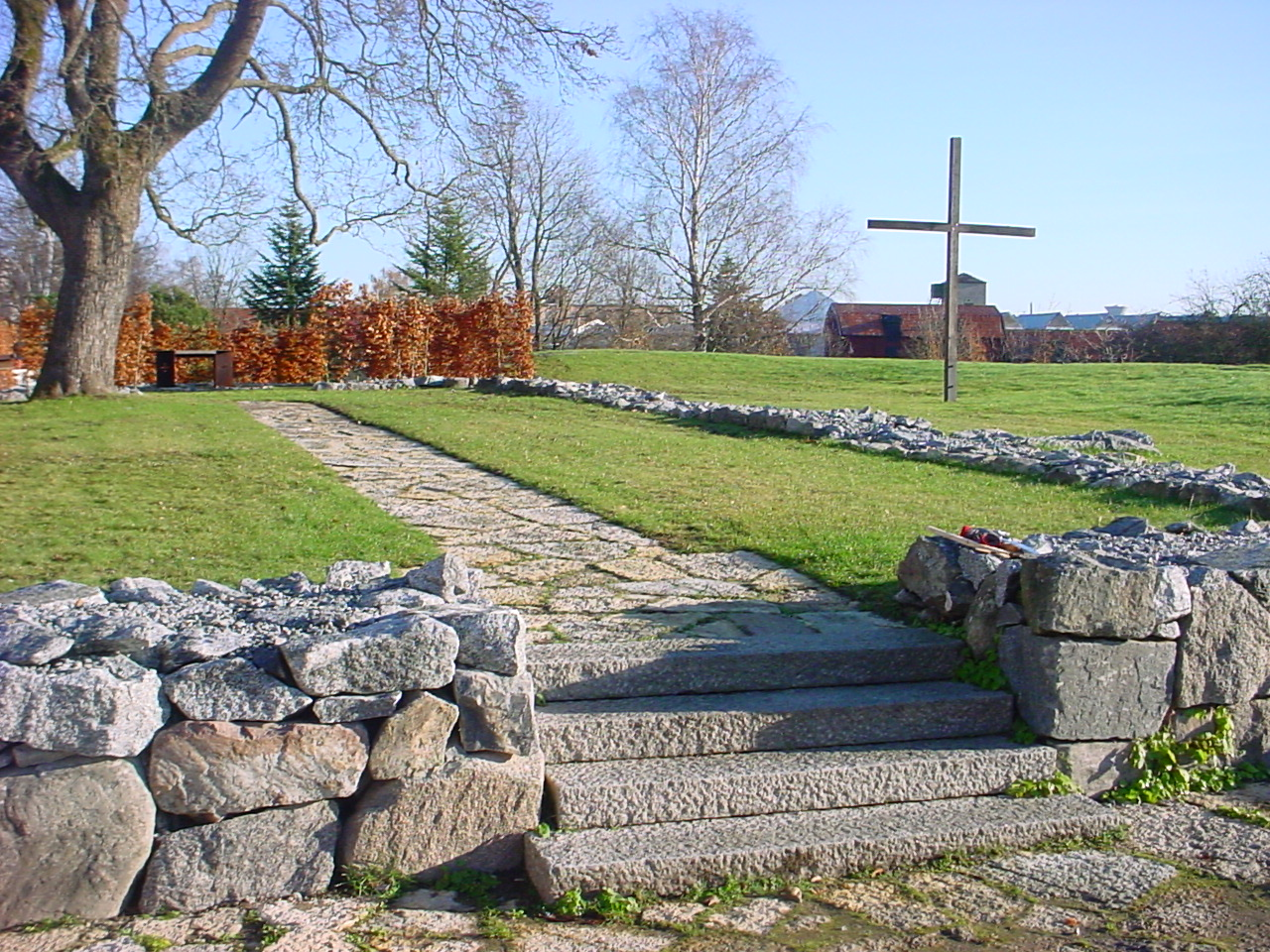
Klosterruinen

Enköpings franciskankonvent var ett franciskankloster i Enköping som upprättades på 1200-talet. Platsen där klostret låg i Enköpings klosterpark markeras idag av ett stort brunt kors och mönsterlagda stenar.

## Historik
Franciskanerklostret byggdes under 1200-talet, troligen kring 1250, men säkra uppgifter saknas. Uppdragsgivare påstås ha varit en Petrus Olai från Roskilde. I ett brev kungör Magister Palne att han testamenterar 6 mark penningar, ett skepp med tillbehör samt ett tält till mindrebröderna i Enköping och ber om att få bli begraven där, då hans fru redan låg begravd i klostret.
Under 1200-talet genomgick klostret sammanlagt fyra ombyggnader. Först byggdes en enskeppig kyrka, senare utvidgades kyrkan med bland annat kor och sidoskepp.
Klostret byggdes inne i staden för att underlätta för franciskanermunkarna, som utgjorde en tiggarorden, att bedriva sin verksamhet. Klostrets huvuduppgift var annars att lokalisera fattiga och sjuka som till exempel spetälska, och andra behövande. Eftersom det inte fanns några läkare på den tiden så var det munkarna som fick till uppgift att se till de sjuka. Munkarna såg till så att de sjuka höll sig på avstånd från den övriga befolkningen för att hindra smittspridning och för att dölja den sjukes belägenhet för resten av samhället. Klostrets funktion som hospital var en av huvudanledningarna till att det kom att finnas kvar under lång tid. Under perioder tog man hand om spetälska, en funktion som dock flyttades administrativt av kungen mellan Stockholm och Enköping beroende på var man ansåg att den behövdes bäst.
År 1350 skriver kungen ett sådant brev till klostret, där han beordrar att det skall skötas som hospital för fattiga spetälska. I brevet står också att munkarna inte är tvungna att stanna, men om de vill de fattigas bästa och tigga till deras behov så stannar de kvar. Hospitalet flyttades senare under 1530-talet tillbaka till Stockholm, och klostrets verksamhet kan ha upphört helt kring 1540, troligen beroende på reformationen.
Klosterbyggnaderna revs slutligen under 1600-talet, men delar av klostret användes då fortfarande för framställning av krut.  1930–1934 genomfördes utgrävningar under vilka klosteranläggningen återfanns i det som sedan döptes till klosterparken. Ruinerna ligger idag skyddade under jordmassor. Bland fynden i schaktmassorne märks ett lavatorium i mässing från 1400-talet.